# Boone Jenner
Boone Jenner (Dorchester, Ontario, 15 de junio de 1993), apodado Bam Bam, es un jugador profesional canadiense de hockey sobre hielo que se desempeña en la posición de centro en Columbus Blue Jackets, equipo de la National Hockey League (NHL).

## Carrera
Fue seleccionado en la segunda ronda en la NHL Entry Draft de 2011. En 2013 hizo su debut profesional con el equipo Columbus Blue Jackets, donde lleva jugando once temporadas.